# Schouwen-Duiveland
Schouwen-Duiveland ( udtalelse ?; Zeeuws: Schouwen-Duveland) er en kommune og ø i den sydlige provins Zeeland i Nederlandene. Per 1. april 2016 havde kommunen 33.739 indbyggere.

## Historie
Øerne Schouwen, Duiveland, Dreischor og Bommenede voksede i løbet af flere århundrede, til dels med hjælp af mennesket, sammen til øen Schouwen-Duiveland. Dæmningen mellem Schouwen og Duiveland stammer fra 1610.
Store dele af øen blev oversvømmet af Stormfloden i 1953.
Schouwen-Duiveland Kommune opstod 1. januar 1997 efter seks kommuner blev sammenslået. Disse kommuner var Brouwershaven, Bruinisse, Duiveland, Middenschouwen, Westerschouwen og Zierikzee.

## Kernene
| Zierikzee       | 11.017 |
| Burgh-Haamstede | 4284   |
| Bruinisse       | 3913   |
| Nieuwerkerk     | 2691   |
| Oosterland      | 2298   |
| Renesse         | 1552   |
| Brouwershaven   | 1368   |
| Scharendijke    | 1284   |
| Kerkwerve       | 1019   |

| Dreischor   | 984 |
| Noordgouwe  | 758 |
| Zonnemaire  | 757 |
| Ouwerkerk   | 626 |
| Sirjansland | 350 |
| Ellemeet    | 354 |
| Noordwelle  | 320 |
| Serooskerke | 288 |
|             |     |